# Yolande Theule-Bacquet
Yolande Theule-Bacquet (née Yolande Theule le 27 mars 1925 à Sète et morte le 9 décembre 2023) est une résistante française. Elle est promue au rang de chevalier de la Légion d'honneur.

## Jeunesse
Yolande Theule est la fille d'un commerçant et d'une mère employée des PTT. Elle est immergée dès sa jeunesse dans les mouvements de résistance. Dès son retour à Sète, après avoir été mobilisé en 1939, le père de Yolande cherche le moyen de s'engager dans la résistance. L’armistice signé, le père de Yolande Theule inscrit sur sa voiture « Français Toujours », et écoute Radio Londres en famille. Il rédige et imprime des tracts dans leur magasin de machines à écrire et duplicateurs et les distribue.
Refusant la défaite, la famille participe à toutes les manifestations patriotiques. Le 11 novembre 1940 Yolande va, en compagnie d'autres jeunes, fleurir le monument aux morts de Sète. Le 14 juillet, elle défile quai de la République. Très vite son père est contacté par un réseau de renseignement le réseau Cotre-Tramontane, dirigé de Marseille par « Mistral ». Cependant, menacé d'arrestation, celui-ci est contraint de quitter la région en 1943. Il rejoindra l'Aveyron pour organiser les maquis et sera des libérateurs de la ville de Montpellier, en août 1944,.
« À 18 ans, on n’a pas peur ! Je n’ai fait que suivre ce que faisaient mes parents. Mon père avait contracté un engagement dans les Forces françaises libres de ce réseau. Il devait être arrêté le 28 février 1943 mais il a été averti la veille par un inspecteur de police de Sète, M. Le Prévot. Vingt-trois personnes dont dix-neuf résistants devaient être arrêtées ce jour-là et cet inspecteur avertissait les résistants ; les autres, coupables de délits mineurs, ne risquaient pas grand-chose. »
Après la libération, Yolande travaille jusqu'à sa retraite dans la boutique de son père.

## Résistance
En 1943, Yolande Theule marche dans les pas de son père et intègre le réseau Cotre-Tramontane en tant qu'agent de renseignement P1 et devient membre des Forces Françaises Libres.
« Et puis, celui qui a remplacé mon père à la tête du réseau m’a demandé si je voulais travailler comme agent de liaison. J’ai demandé la permission à ma mère - je n’avais pas 18 ans - et je suis devenue agent P1 jusqu’à la Libération. Je transmettais des messages ou des informations que j’obtenais des Allemands qui venaient à la papeterie. C’est comme ça que tout a commencé. »
Yolande Theule-Bacquet assure de 1943 à 1944 les liaisons entre Sète et Béziers, livrant les messages dans les bars, restaurants et autres commerces qui font office de « boites aux lettres ». Elle glanera auprès des soldats allemands, clients de sa boutique, toutes informations utiles et les fera suivre au réseau. Sa mère aidera un voisin juif menacé. La famille, dénoncée à plusieurs reprises, échappera toujours à l'arrestation grâce à la bienveillance de certains Sétois.

## Distinction honorifique et engagement
Le 11 novembre 2014 à Frontignan, la résistante Yolande Theule-Bacquet reçoit la Légion d'honneur au grade de chevalier. Cette distinction lui a été remise par Lucien Festor, résistant du réseau Gallia.
Figure de la résistance sétoise, Yolande Theule-Bacquet consacre une grande partie de son temps au devoir de mémoire et participe aux cérémonies de commémoration du 8 mai 1945 comme en 2018 à Sète.
Plusieurs témoignages de Yolande Theule-Bacquet sont disponibles aux Archives départementales de l'Hérault à Montpellier.

## Mort
Yolande Theule-Bacquet meurt à Sète le 9 décembre 2023 à l'âge de 98 ans.